# Montjaux
 Montjaux  (en occitano Mont Jòus) es una población y comuna francesa, situada en la región de Mediodía-Pirineos, departamento de Aveyron, en el distrito de Millau y cantón de Saint-Beauzély.

## Demografía
| 588 | 501 | 444 | 423 | 382 | 388 |
| Para los censos de 1962 a 1999 la población legal corresponde a la población sin duplicidades (Fuente: INSEE [Consultar]) |     |     |     |     |     |